# Mira Bartuschek

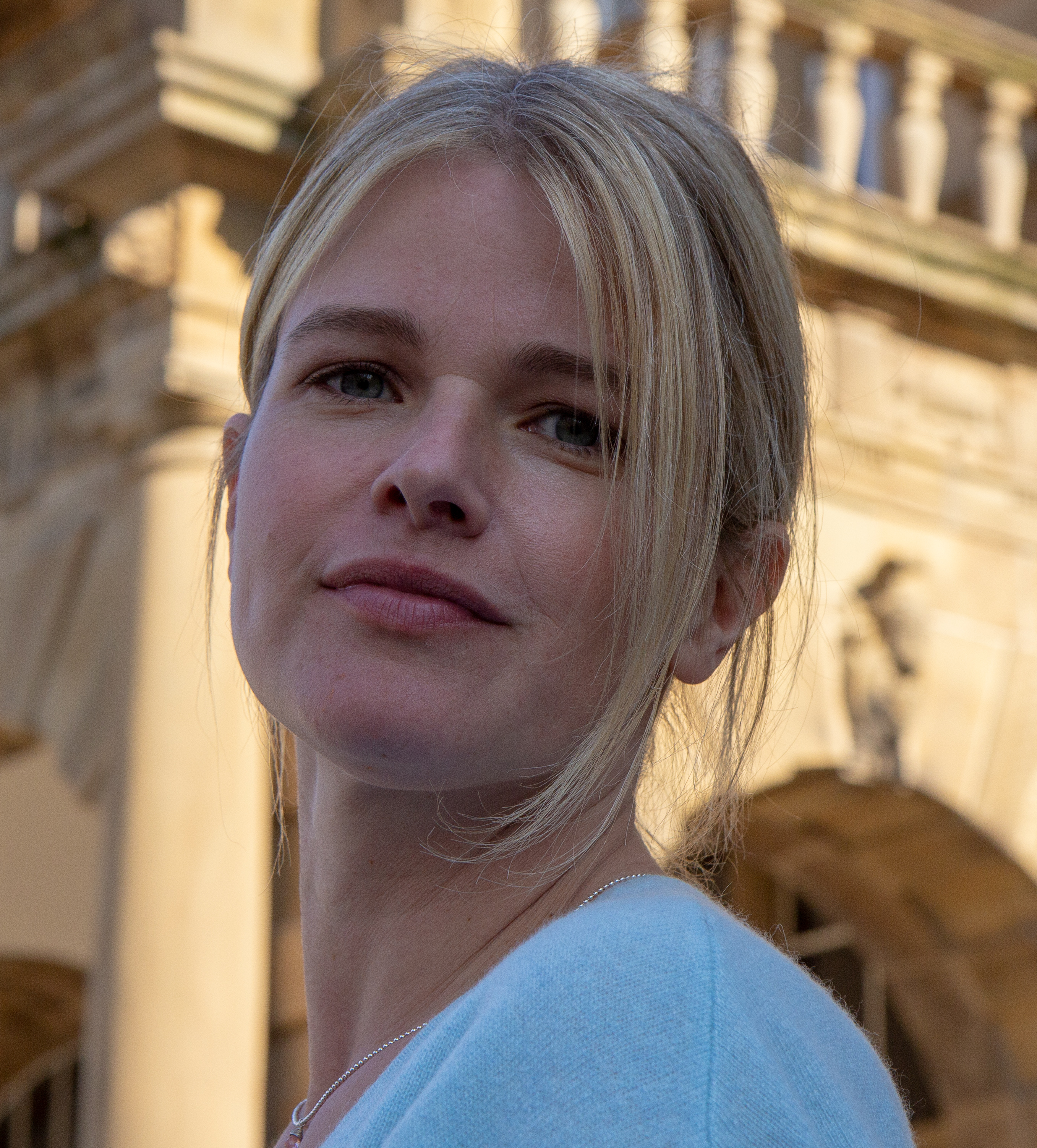
Mira Bartuschek (2018)

Mira Bartuschek (* 17. Februar 1978 in Düsseldorf) ist eine deutsche Schauspielerin.

## Werdegang
Bartuschek spielte mit 15 Jahren an einem Jugendtheater in Krefeld. Ihre erste Rolle hatte sie in Hans-Christian Schmids im Jahre 2000 veröffentlichten Kinofilm Crazy: Sie spielte darin die Schwester des jungen Benjamin (Robert Stadlober). Im selben Jahr war sie in Rainer Matsutanis Sat.1-Fernsehfilm Einladung zum Mord zu sehen, beide Rollen erhielt sie noch während ihrer Schauspielausbildung (1998–2001) an der Otto-Falckenberg-Schule in München. Für die Rolle des Mädchens in Roberto Zucco an den Münchner Kammerspielen erhielt sie 2001 einen Solopreis des Bundeswettbewerbes deutscher Schauspielschulen. Gleich nach dem Abschluss ihrer Ausbildung wurde Mira Bartuschek festes Mitglied im Ensemble des Deutschen Schauspielhauses in Hamburg, wo sie bis 2005 blieb. Von 2005 bis 2007 gehörte sie zum Ensemble des Schauspielhauses Zürich.
Neben ihrer Bühnentätigkeit ist sie auch im Fernsehen und auf der Leinwand zu sehen. Ihr zweiter Kinofilm folgte 2002 mit Ganz und Gar (Regie: Marco Kreuzpaintner). Mit Bodo Fürneisen drehte sie 2003 den ARD-Fernsehfilm Die Versuchung und mit Christian von Castelberg 2005 den Krimi Bella Block – Das Glück der Anderen. 2005/06 stand sie in Hauptrollen für den Sat.1-Film Küss mich, Genosse! (Arbeitstitel: 1974 – Vorwärts in die Vergangenheit, Regie: Franziska Meyer Price), den Kinofilm Die Augen meiner Mutter (Regie: Nuran David Calis) und den ZDF-Fernsehfilm Mörderische Erpressung (Regie: Markus Imboden) vor der Kamera. 2012 spielte sie eine der Hauptrollen in der ARD-Vorabendserie Heiter bis tödlich: Fuchs und Gans.

## Privates
Bartuschek ist in Kempen aufgewachsen, lebt inzwischen wieder dort und hat zwei Söhne.

## Filmografie (Auswahl)
- 2000: Crazy
- 2000: Einladung zum Mord, Fernsehfilm Sat.1
- 2001: Sinan Toprak ist der Unbestechliche – Todesharmonie
- 2001: Die Verbrechen des Professor Capellari – Falsche Freunde
- 2003: Ganz und gar
- 2004: Die Versuchung, Fernsehfilm
- 2004: Aus der Tiefe des Raumes
- 2004: Doppelter Einsatz – Kidnapping
- 2005: Mutter aus heiterem Himmel, Fernsehfilm
- 2006: Mörderische Erpressung, Fernsehfilm
- 2006: Bella Block: Das Glück der Anderen
- 2007: Küss mich, Genosse!, Fernsehfilm
- 2008: Meine Mutter, mein Bruder und ich!, Kinofilm
- 2008: Finnischer Tango, Kinofilm
- 2008: Himmlischer Besuch für Lisa, Fernsehfilm
- 2009: SOKO Leipzig – Damenwahl
- 2009: Willkommen zu Hause, Fernsehfilm ARD
- 2009: Ich steig’ Dir aufs Dach, Liebling, Fernsehfilm Sat.1
- 2009: Eine Liebe in Venedig, Fernsehfilm ZDF
- 2009: Es liegt mir auf der Zunge, Fernsehfilm ARD
- 2009: Auf Doktor komm raus, Fernsehfilm ZDF
- 2010: Um Himmels Willen – Weihnachten unter Palmen, Fernsehfilm ARD
- 2011: Notruf Hafenkante – Verzaubert, Fernsehserie ZDF
- 2011: Nur der Berg kennt die Wahrheit, Fernsehfilm ARD
- 2011: SOKO Wismar – Das schwarze Schaf, Fernsehserie ZDF
- 2011: Utta Danella – Wachgeküsst, Fernsehfilm ZDF
- 2011: Resturlaub
- 2012: Flirtcamp, Fernsehfilm Sat.1
- 2012–2013: Heiter bis tödlich: Fuchs und Gans, Fernsehserie ARD
- 2013: Der letzte Bulle (Fernsehserie, Folge: Gefährliches Spiel)
- 2013: Rosamunde Pilcher – Die Frau auf der Klippe, Fernsehfilm ZDF
- 2013: Lilly Schönauer – Weiberhaushalt, Fernsehfilm ARD/ORF2
- 2013: Herztöne, Fernsehfilm Sat.1
- 2013: Ein starkes Team – Die Frau des Freundes
- 2014: SOKO Köln (Fernsehserie, Folge: Flucht in den Tod)
- 2015: Mutter auf Streife, Fernsehfilm ARD
- 2015: Was kostet die Liebe? – Ein Großstadtmärchen
- 2015: Inga Lindström – Liebe deinen Nächsten
- 2016: Notruf Hafenkante – Auf beiden Augen blind, Fernsehserie ZDF
- 2016: Notruf Hafenkante – Vater, Mutter, Kind, Fernsehserie ZDF
- 2016: Heldt – Der Tod fährt mit, Fernsehserie ZDF
- 2016: Auf Augenhöhe
- 2017: Die Lebenden und die Toten – Ein Taunuskrimi (Zweiteiler)
- 2017: Kreuzfahrt ins Glück – Hochzeitsreise nach Sardinien
- 2017: Zur Hölle mit den anderen (Fernsehfilm)
- 2018: Im Wald – Ein Taunuskrimi (Fernsehreihe)
- 2018: Chaos-Queens – Lügen, die von Herzen kommen (Fernsehfilm)
- seit 2018: Falk (Fernsehserie)
- 2018: Kinderüberraschung (Fernsehfilm)
- 2018: Ein Sommer in Oxford (Fernsehfilm)
- 2019: Lautlose Tropfen (Fernsehfilm)
- 2020: Wilsberg: Bielefeld 23 (Fernsehreihe)
- 2020: Der Staatsanwalt – Todgeweiht (Fernsehserie)
- 2020: Rentnercops – Endlich frei sein (Fernsehserie)

## Theater
- 2001: Münchner Volkstheater
- 2001: Münchner Kammerspiele
- 2001–2005: Deutsches Schauspielhaus, Hamburg
- 2005–2007: Schauspielhaus Zürich